# リチャード・エルフマン
リチャード・エルフマン（Richard Elfman、1949年3月6日 - ）は、アメリカ合衆国の俳優、映画監督。カリフォルニア州出身。

## 出演作品
- クローンフィールド/HAKAISHI
- 案山子男

## 監督作品
- 怒りの天使・メロディ
- シュランケン・ヘッド／アメリカの怪談
- フォービデン・ゾーン